# Ава Аддамс
Александра Руа (фр. Alexandra Roy); нар. 16 вересня 1979, Гібралтар, Велика Британія), відома як А́ва А́ддамс (англ. Ava Addams) — американська порноакторка французького походження, модель Playboy.

## Біографія
Народилася в Гібралтарі у французькій родині. З боку матері має іспанські корені, а з боку батька — італійські. Разом з родиною в ранньому дитинстві переїхала в Х'юстон (Техас, США). У дитинстві працювала моделлю і акторкою. У дитинстві вільно говорила французькою, англійською та іспанською, зараз говорить тільки англійською і французькою, але розуміє іспанську.
Була фотомоделлю для еротичних журналів, в тому числі знімалася в Playboy.
З 2008 року потрапила в порноіндустрію. Спочатку знімалася в сольних і лесбійських сценах. Першою зйомкою для Аддамс була сцена з Моллі Каваллі для сайту Big Tit Moms. Влітку 2010 року почала зніматися в гетеросексуальних сценах. Першою сценою з чоловіком була сцена з Джеймсом Діном в фільмі Titty Sweat.
Станом на 2019 рік знялася в 537 порнофільмах, значна кількість яких у жанрах MILF і Mature.
Бісексуальна. У 2011 році народила сина.

## Нагороди та номінації
- 2012 AVN Award — MILF/Cougar виконавець року
- 2013 AVN Award — кращий груповий секс — Big Tits at Work 14 (разом з Ванілли Девілль, Франческою Лі, Веронікою Авлав і Кейраном Лі)
- 2013 AVN Award — MILF/Cougar виконавець року
- 2013 XBIZ Award — MILF виконавець року
- 2015 NightMoves Award — Кращий Cougar/MILF виконавець (вибір редактора)